# Parroquia de Trinity Palmetto Point
Trinity Palmetto Point es una de las 14 parroquias administrativas que forman San Cristóbal y Nieves, ubicada en la isla de San Cristóbal. La capital de la parroquia es Palmetto Point.
Posee un área de 16 km² y una población de 1692 pobladores por lo que su densidad es de 108,18 habitantes por kilómetro cuadrado.

## Territorio
La línea costera de la parroquia consiste en tiras pequeñas de arena volcánica negra con estiramientos intermitentes en orillas rocosas. Un contexto de acantilados escarpados alinea la costa entera de la parroquia. Dos proyecciones largas, Bloody Point y Palmetto Point se pueden también encontrar, conteniendo dos de las fortalezas más grandes de la isla. Las aldeas de la parroquia se ubican muy cerca de la costa, el terreno de tierra baja que es utilizado para los propósitos agrícolas (dominados principalmente por plantaciones azucareras abandonadas)). La altura de los suelos de esta parroquia es responsable de su cantidad pequeña de región agrícola y también de su densidad demográfica baja, sólo es sobrepasada en la isla por la Parroquia de Saint Thomas Middle Island.

## Futuros proyectos
El complejo de la Universidad de Ross continúa creciendo, convirtiéndose y mejorando, y está actualmente bajo extensión. Varios pasillos residenciales fueron terminados recientemente, y los edificios vecinos están bajo construcción.

## Economía
Debido a su proximidad cercana a la ciudad capital, Basseterre, lejos del alboroto, la parroquia se ha convertido recientemente en una opción para vivir, principalmente en las comunidades que, económicamente hablando son costosas, de Mattingley, Hummingbird y West Farm. La industria principal en la parroquia es únicamente la de la educación. West Farm posee dos universidades: Robert Ross Nursing University y Ross University of Veterinary Medicine. Ambos fueron fundados por el hombre de negocios americano, Robert Ross, y la universidad veterinaria fue comprada por DeVry University en 2003. La otra industria es el turismo. El Trinity Inn, situado en la aldea Palmetto Point es un complejo pequeño de edificios económicamente accesibles. Fairview Inn, ubicado en la base de las montañas sobre Boyd's Town era el primer hotel de funcionamiento de la isla.

## Pueblos y establecimientos
Capital: Palmetto Point
Establecimientos y Pueblos:
- Boyds (Establecimiento más grande de la parroquia)
- Camps
- Challengers
- Conphipps
- Hummingbird
- Mattingley
- Stone Fort
- West Farm

- Datos: Q376738
- Multimedia: Trinity Palmetto Point / Q376738